# Irina Grudzínskaya
Irina Aleksándrovna Grudzínskaya (translitera de Ирина Александровна Грудзинская) (1920 - 2012) fue una botánica rusa, que se especializó en fanerógamas; y trabajó abundamentemente en Cuba. Provenía de la "Estación Experimental Derkul" , del Instituto de Forestales, Academia de Ciencias

## Algunas publicaciones
- ia Grudzinskaja. The Ulmaceae of the Far East. CABI Bulletin, Wallingford, RU
- -----------------. 1971. Novosti sistematiki vysshikh rastenii. Moscú & San Petersburgo
- ae Borodina, vi Grubov, ia Grudzinskaja, jl Menitsky. 2005. Plants of Central Asia: Plant Collections from China and Mongolia: 9

- La abreviatura «Grudz.» se emplea para indicar a Irina Grudzínskaya como autoridad en la descripción y clasificación científica de los vegetales.[2]